# Karel Michlovský
Karel Michlovský (9. října 1918 – 11. prosince 1998) byl československý fotbalista, záložník a útočník. Po skončení aktivní kariéry působil ve Francii jako trenér.

## Fotbalová kariéra
Začínal v Lanšdorfském SK (dnešní Ladná na Břeclavsku) v 16 letech na levé spojce. Po půl roce přešel do SK Břeclav, kde hrál s Ludvíkem Dupalem se kterým pak znovu kopal ve Zlíně. Odtud odjel po dvouletém působení na Slovensko, kde hrával za Spartu Považská Bystrica také na levé spojce. V roce 1939 přešel do SK Baťa Zlín kde hrál na levém křídle.
V československé lize hrál v letech 1939–1947 za SK Baťa Zlín. Nastoupil ve 119 utkáních a dal 53 gólů. Po roce 1947 hrál ve Francii za FC Sochaux, Angers SCO a AS Saint-Étienne.

## Ligová bilance
| Ročník               | Zápasy | Góly | Klub                   |
| -------------------- | ------ | ---- | ---------------------- |
| Státní liga 1938/39  | 5      | 1    | SK Baťa Zlín           |
| Národní liga 1939/40 | 11     | 4    | SK Baťa Zlín           |
| Národní liga 1940/41 | 7      | -    | SK Baťa Zlín           |
| Národní liga 1941/42 | -      | -    | SK Baťa Zlín           |
| Národní liga 1942/43 | 19     | -    | SK Baťa Zlín           |
| Národní liga 1943/44 | 22     | 14   | SK Baťa Zlín           |
| Státní liga 1945/46  | -      | -    | SK Baťa Zlín           |
| Státní liga 1946/47  | -      | -    | SK Baťa Zlín           |
| Ligue 1 1947/48      | 1      | 0    | FC Sochaux-Montbéliard |
| Ligue 1 1949/50      | 30     | 16   | AS Saint-Étienne       |
| Ligue 1 1950/51      | 27     | 6    | AS Saint-Étienne       |
| CELKEM               | -      | -    |                        |

## Trenérská kariéra
Ve Francii trénoval kluby Angers SCO, RC Lens a FC Nantes.